# Reggane
Cet article possède un paronyme, voir Reagan.
Reggane est une commune de la wilaya d'Adrar en Algérie, située au nord du désert du Tanezrouft. Associée à Sali, elle forme la circonscription administrative nommée daïra de Reggane dont elle est le chef-lieu.

## Géographie

### Situation
Le territoire de la commune se situe au sud de la wilaya d'Adrar. La ville de Reggane est situé à 135 km à vol d'oiseau au sud-est d'Adrar et à 145 km par la route.
| Tindouf (wilaya de Tindouf) | Sali                | Tamekten, Aoulef, Akabli                   |
| Tindouf (wilaya de Tindouf) | Reggane             | In Ghar (wilaya d'In Salah)                |
| ? (Mauritanie)              | Bordj Badji Mokhtar | In Ghar; In Amguel (wilaya de Tamanrasset) |

### Localités de la commune
En 1984, la commune de Reggane est constituée à partir des localités suivantes :
- Tinoulef
- Anzeghlouf
- Aït El Messaoud
- Enefis
- Tamadanine
- Taababt
- Tinoufel
- Djedida
- Zaouit Reggani
- Taourirt
- Azrafil

### Climat
Reggane a un climat désertique chaud (classification de Köppen BWh) typique de la zone saharienne, caractérisé par un été chaud et un hiver agréable. La ville saharienne possède un climat hyper-aride avec une température moyenne annuelle de 28,5 °C (maximale moyenne : 35,9 °C ; minimale moyenne : 21,1 °C) et une pluviométrie annuelle moyenne de 14-15 mm à peine. La région du Centre du Sahara algérien délimitée par Adrar - Reggane - In Salah forme le « triangle de feu » à cause de la chaleur qui règne pendant l'été, certainement la plus forte du monde avec des températures couramment supérieures à 50 °C à l'ombre,.
| Mois                              | jan. | fév. | mars | avril | mai  | juin | jui. | août | sep. | oct. | nov. | déc. | année |
| --------------------------------- | ---- | ---- | ---- | ----- | ---- | ---- | ---- | ---- | ---- | ---- | ---- | ---- | ----- |
| Température minimale moyenne (°C) | 9,4  | 12,2 | 15,9 | 20,6  | 24,7 | 29   | 32,9 | 31,6 | 28,7 | 22,5 | 15,3 | 11,2 | 21,1  |
| Température moyenne (°C)          | 16   | 18,7 | 23,1 | 28,5  | 32,4 | 36,6 | 39,9 | 38,5 | 35,5 | 29,6 | 22,3 | 17,8 | 28,51 |
| Température maximale moyenne (°C) | 22,6 | 25,2 | 31,9 | 36,4  | 40   | 44,1 | 46,9 | 45,5 | 42,4 | 36,8 | 29,3 | 24,9 | 35,93 |
| Précipitations (mm)               | 0,8  | 0    | 0,3  | 0     | 0    | 0    | 0    | 0    | 5,8  | 2    | 0    | 0    | 8,9   |

## Histoire
Avant le XXe siècle, la commune de Reggane n’existait  pas. Il s’agissait simplement d’une oasis dans le désert. Lors de la définition des Territoires du Sud saharien par la loi du 24 décembre 1902, Reggane est rattachée au Territoire d'Aïn-Sefra. Le 7 août 1957 le démantèlement des Territoires du Sud la rattache au département de la Saoura, dans l'arrondissement d'Adrar. Elle intègre la wilaya de Adrar en 1974. La création du site pour les essais nucléaires français est décidée le 23 juillet 1957. Les travaux y débutent le 1er octobre 1957.

### Le CSEM et les essais nucléaires
Dans les années 1960, l'armée française réalisa les premiers essais nucléaires français au Centre saharien d'expérimentations militaires (CSEM), situé dans la région de Reggane. Les autorités françaises prétendaient alors que ces essais atmosphériques se situaient dans des régions inhabitées. 6 500 Français et 3 500 Algériens venus de différentes régions ont travaillé à la construction d'une base militaire à environ sept kilomètres au sud de Reggane, réservée au commandement et aux experts chargés de l’ingénierie du projet.
Le polygone de tir était situé à 50 km, au sud-ouest de la ville, à Hamoudia. Quatre essais y ont officiellement eu lieu dont le premier essai nucléaire français le 13 février 1960, nommé « Gerboise bleue », qui atteignit 70 kilotonnes, soit quatre fois la puissance de la bombe d'Hiroshima.
| Date             | Nom de code      | Puissance (en kilotonnes de TNT) |
| ---------------- | ---------------- | -------------------------------- |
| 13 février 1960  | Gerboise bleue   | 70 kt                            |
| 1er avril 1960   | Gerboise blanche | 4 kt                             |
| 27 décembre 1960 | Gerboise rouge   | 3 kt                             |
| 25 avril 1961    | Gerboise verte   | 1 kt                             |

### Reconversion du CSEM
Après le dernier essai atmosphérique Gerboise verte, en avril 1961, les treize tirs souterrains qui suivirent furent effectués 600 km plus au sud-est dans la wilaya de Tamanrasset, près d'In Ecker, dans le massif du Hoggar, au Centre d'expérimentations militaires des oasis (CEMO) (24° 02′ N, 5° 02′ E).
Un pas de tir sommaire pour fusées-sondes fut édifié pour des lancements de fusées Centaure (10 tirs entre le 6 décembre 1961 et le 24 juin 1965) (26° 41′ 50″ N, 0° 16′ 17″ E).
Le CSEM fut évacué en 1967, conformément aux accords d'Évian signés le 18 mars 1962 par les représentants du Gouvernement de la République française et du Gouvernement provisoire de la République algérienne (GPRA).
La base aérienne est depuis utilisé par les forces aériennes algériennes.

### Effets de la radioactivité
Un demi-siècle après les essais nucléaires, des milliers d’Algériens continuent d'en subir les conséquences.
Des médecins estiment que le nombre d'anomalies et problèmes de santé est anormalement élevé à Reggane. Différentes pathologies, dont les cancers (cancer de la thyroïde, cancer du poumon, cancer du sein, leucémie, certaines anomalies congénitales, etc.) peuvent avoir été induites par l'irradiation ainsi subie.
Des poussières radioactives répandues dans les eaux souterraines et la flore représentent un danger pour la santé humaine et animale. L'association d'aide aux victimes de la région de Reggane a appelé les pouvoirs publics à accorder davantage d'intérêt à la région, rappelant que la ville de Reggane est envahie de résidus radioactifs.
Selon Sid Ameur El-Hamel, président de l’association « 13 février 1960 », les essais nucléaires effectués par la France vers Reggane, dans la zone de Hamoudia, constituent « un double crime contre l’humanité et l’environnement ». Son association réclame le nettoyage de la région des déchets nucléaires ainsi que le traitement des maladies causées par la radioactivité.

## Santé
Les consultations spécialisées ainsi que les hospitalisations des habitants de cette commune se font dans l'un des hôpitaux de la wilaya d'Adrar :
- Hôpital Ibn Sina d'Adrar[13].
- Hôpital Mohamed Hachemi de Timimoun[14].
- Hôpital de Reggane.
- Hôpital Noureddine Sahraoui d'Aoulef[15].
- Hôpital de Bordj Badji Mokhtar[16].
- Hôpital de Zaouiet Kounta.
- Pôle hospitalier de Tililane[17].
  - Hôpital général de 240 lits[18].
  - Hôpital gériatrique de 120 lits.
  - Hôpital psychiatrique de 120 lits.
  - Centre anti-cancer de 120 lits.